# Robert Doisneau
Robert Doisneau (ur. 14 kwietnia 1912 w Gentilly, zm. 1 kwietnia 1994 w Montrouge) – francuski fotograf, jeden z głównych przedstawicieli nurtu francuskiej fotografii humanistycznej.

## Życiorys
Urodził się 14 czerwca 1912 r. w Gentilly. Szybko stracił rodziców, więc opiekowała się nim ciotka, która traktowała to jako przykry obowiązek. Już w wieku 12 lat pożyczał aparat, by dokumentować codzienność swojego miasta. Talent Doisneau dostrzegł służący w wojsku wuj, który zapewnił mu pierwsze zlecenie w postaci zdjęć do wojskowego biuletynu. Uzyskał wykształcenie jako litograf i przez kilka lat pracował w warsztacie w paryskiej dzielnicy Le Marais.
Został dostrzeżony przez fotografa André Vigneau, który zatrudnił go w roli swojego asystenta. Po przerwie spowodowanej przymusowym odbyciem służby wojskowej Vigneau miał już innego asystenta, stąd Doisneau zatrudnił się w 1934 r. w zakładach Renault jako fotograf przemysłowy, wykonujący fotografie do broszur reklamowych. Kilka miesięcy przed wybuchem II wojny światowej został jednak wyrzucony z pracy, gdyż wspierał strajkujących robotników.
Od tego czasu zaczął pracę na własny rachunek, m.in. podpisał kontrakt z Vougiem, dla którego fotografował pokazy mody. W 1968 r. pojechał do Moskwy, by zrealizować album Robotnicze życie. W latach 1970. stał się popularny, m.in. miał wystawy w paryskiej Bibliotece Narodowej, George Eastman House czy w Muzeum Sztuki Współczesnej w Paryżu. 
Obok Henriego Cartiera-Bressona i Edwarda Steichena uważa się go za jednego z ojców fotografii humanistycznej. 